# 科学主義
科学主義（かがくしゅぎ、英: scientism）という表現は、基本的には、いくつもある知のあり方の一つである（あるいは、一つにすぎない）「科学」が、「科学」にふさわしい領域を越えて適用されうるというやり方、しようとするやり方について、不当な拡大適用だ、として批判的に指示する表現である。
科学万能主義や科学教と呼ばれたり、思い込みの強さ・教条主義的・狂信的であることをはっきり表すために科学原理主義、科学崇拝などと呼ばれることもある。

## 概要
フリードリッヒ・ハイエクやカール・ポパーなどが、多くの科学者が根底に持つと彼らが考えた態度を指すために用いた。彼らは次のような二つの異なる批判的な意味でそれを用いる傾向があった。
- 科学を当てはめるべきではないような文脈において科学的な権威を用いていること、を明示するため。
- 自然科学の手法、自然科学で認められたカテゴリーや概念が、哲学など他の探求分野でも唯一の適切な要素であるという信念（思い込み）。

ハイエクは、社会科学が自然科学の方法を模倣することを科学主義と呼び、マルクスの「科学的社会主義」は社会科学が誤って自然科学の模倣をし、科学的に偽装した典型的な例であるとして批判した 。ハイエクによれば、社会科学が安易に自然科学を模倣した場合、社会は機械論的に理解され、人間の自由な主体的決定の意義は軽視され、人々の自由な行動を抑圧する全体主義的な社会組織の建設にもつながっていく。
グレゴリー・R・ピーターソンは現代の学者がどのような意味で科学主義という言葉に言及しているのかを概説し、二つの大きな用法を特定した。
- あたかも、科学は全ての現実と知識を記述できる、とでもするような見方、あるいはあたかも現実の性質にかんする知識を得るための唯一の妥当な方法であるかのように見なす見方、を批判する用法。
- ある一つの科学分野の理論や方法が、他の異なる分野（それが科学分野であれ科学以外の分野であれ）に不適切に用いられていることを指摘する用法。

第二の用法は、（「人間の価値」というのは、伝統的に倫理学の領域であるのだが）その「人間の価値」を測る唯一あるいは主要な源として科学を見なそうという試み、また（伝統的に「意味」や「目的」というのは、宗教あるいは（哲学的）世界観の領域であるのだが）その「意味」や「目的」を測るために科学を用いようとする様々な試みを指すために使用される。
『科学と宗教の百科事典』の著者マイケル・ステンマルクによると、科学主義と呼ばれる立場は、多くの形態と様々な程度を持っており一様ではないが、"科学の（中でも自然科学の）境界が、以前は科学の範疇だと考えられていなかった問題にまで拡大できる、または拡大されるべきだ"、としているところは共通している、とのことである。最も極端な形の科学主義は、全ての人類の問題と、人類の試みの全ての側面への対処と解決が、科学"だけ"でなしうるとする信仰である。このような観念は「進歩の神話」とも呼ばれている。ステンマルクは科学主義の同義語として、scientific expansionism「科学拡張主義」という語を提案した。エルンスト・シューマッハはこのタイプの科学主義というのは、人間の価値についての問いかけの有効性をすっかり否定してしまうような、不毛な世界観だと批判した。

## 批判に対する反論
グレゴリー・R・ピーターソンは「多くの神学者と哲学者が、科学主義という語を、知に関する罪の中でも最も重いものとして用いている」と述べている。事実、今日ではこの語は根拠に基づいた宗教批判者に対しても用いられている。例えば、科学哲学者ダニエル・デネットは著書『Breaking the spell』で「宗教的な批評家が本当に好きではない科学理論を誰かが提示すると、彼らはそれを科学主義だと言って評判をおとしめようとする」と述べた。
一方、スケプティック・ソサイエティの創始者マイケル・シャーマーは、科学主義と伝統的な宗教運動を比較したエッセイにおいて、自身を「scientistiic」と描写し、その語を「あらゆる現象に対する自然的な説明を成し遂げ、超自然的、超常（現象）的な推測を避け、科学の時代にふさわしい人生哲学の二本の柱として経験主義と理性を受け入れる科学的な世界観」だと自己定義した。

ロバート・キャロルは「全ての現象に対して自然科学のアプローチ、経験主義、合理主義が用いられなければならないと考え、超自然的、超常的推測に頼ることを避ける立場。自然科学者なら誰でもとる典型的な立場」、と述べた。

## 語義の範囲
標準的な辞書は科学主義を以下のように定義している
- 科学者によって示される典型的なスタイル、仮定、技術あるいは他の特質の採用。[6]
- 自然科学者が持つと考えられている典型的な方法や態度。[7]
- 哲学、社会科学、人間性など他の分野への自然科学の有用性を過大に信用すること[8]。
- 社会科学が自然科学で採用されている科学的手法のいくぶん厳しい解釈として保たれなければならないという主張[9]。
- 社会科学のいくつか、あるいは全て（例えば経済学、社会学）が、自然科学で用いられるいくらかでも厳格な科学的手法を保っていないという理由によって、科学ではない、とする信念（思い込み）[9]。
- 科学的、または疑似科学的な用語の採用[10]。
- ドグマ（教義）の一種。"科学が真実へ近づく絶対普遍で唯一正当化される方法だ" とする教義。原理主義者と同じ精神構造[11]。